# Boris Nikonorow
Boris Nikołajewicz Nikonorow (ros. Борис Николаевич Никоноров, ur. 25 stycznia 1939 w Moskwie, zm. 30 sierpnia 2015 tamże) – bokser walczący w reprezentacji Związku Radzieckiego, wicemistrz Europy z 1963.
Wystąpił na igrzyskach olimpijskich w 1960 w Rzymie w wadze piórkowej (do 57 kg), gdzie po wygraniu dwóch walk przegrał w ćwierćfinale z późniejszym mistrzem olimpijskim Francesco Musso z Włoch.
Zdobył srebrny medal w wadze lekkiej (do 60 kg) na mistrzostwach Europy w 1963 w Moskwie po porażce w finale z Węgrem Jánosem Kajdim.
Nikonorow był mistrzem ZSRR w 1959 i 1960 w wadze piórkowej oraz w 1962, 1963, 1965 i 1966 w wadze lekkiej, a także wicemistrzem w wadze piórkowej w 1958 i brązowym medalistą w wadze lekkiej w 1964.
W 1965 roku został uhonorowany tytułem Zasłużonego Mistrza Sportu ZSRR.
Od 1966 był trenerem. W latach 1970–1974 prowadził reprezentację bokserską Bułgarii, w tym podczas igrzysk olimpijskich w 1972 w Monachium, gdzie Georgi Kostadinow zdobył złoty, a Angeł Angełow srebrny medal.